# Rietveld
Rietveld，一種代碼審查軟體，使用網頁界面，底層為Subversion。作者為吉多·范罗苏姆，使用於google公司的Google App Engine。

## 歷史
吉多·范罗苏姆在Google公司開發了Mondrian，作為他們內部代碼審查之用。以此經驗，開發了Rietveld，並以荷蘭設計師赫里特·里特费尔德（Gerrit Rietveld）來命名這套軟體。
另一個軟體專案Gerrit，是由Rietveld分支出來。

## 外部連結
- Rietveld介紹